# 8904 Yoshihara
8904 Yoshihara è un asteroide della fascia principale. Scoperto nel 1995, presenta un'orbita caratterizzata da un semiasse maggiore pari a 2,5701281 UA e da un'eccentricità di 0,2649178, inclinata di 3,79216° rispetto all'eclittica.
L'asteroide è dedicato all'astrofilo giapponese Masahiro Yoshihara che il 9 febbraio 1946 fu tra i primi ad osservare l'esplosione della nova ricorrente T Coronae Borealis.